# Bauhinia flexuosa
Bauhinia flexuosa är en ärtväxtart som beskrevs av Stefano Moricand. Bauhinia flexuosa ingår i släktet Bauhinia och familjen ärtväxter. Inga underarter finns listade i Catalogue of Life.